# Ципот, Тио
Ти́о Ци́пот (словен. Tio Cipot; род. 20 апреля 2003, Мурска-Собота) — словенский футболист, атакующий полузащитник клуба «Специя».

## Клубная карьера
Ципот — воспитанник клуба «Мура 05». 19 июля 2020 года в матче против «Алюминия» он дебютировал в чемпионате Словении. В 2021 году Сипот помог клубу выиграть чемпионат. 18 апреля 2022 года в поединке против «Алюминия» Тио забил свой первый гол за «Муру 05». В начале 2023 года Сипот перешёл в итальянскую «Специю».

## Достижения
Клубные
 «Мура 05»
- Победитель чемпионата Словении — 2020/2021